# To Cur with Love
To Cur with Love, titulado A mi perro con amor en Hispanoamérica y A mi chucho, con amor en España, es el octavo episodio de la vigesimocuarta temporada de la serie animada Los Simpson. Se emitió el 16 de diciembre de 2012 en Estados Unidos por FOX.

## Sinopsis
Durante un evento en el centro de la ciudad de Springfield el profesor Frink hace una demostración de un nuevo invento (un automóvil que se mueve con el sonido), pero pierde el control y choca contra la Casa de retiro de Springfield haciéndola inhabitable por completo. Esta situación obliga a Abraham Simpson (el abuelo) a mudarse con los Simpson. Homer se lesiona la espalda el día de la mudanza, así que Marge y los niños van al asilo por el abuelo. Mientras tanto Homer se queda a descansar en casa, pero se vuelve adicto a un juego de tableta titulado Villageville y por estar distraído, pierde al perro de la familia, Santa's Little Helper. Todos están enojados con Homer porque parece no importarle que se haya perdido el perro ni es muy amable con él, de pronto aparece el perro en la cocina y el abuelo le reclama y comienza a contar la historia del perro que tenía Homero cuando era niño, Bongo.
Bongo siempre le fue fiel a Homer, era su mejor amigo. Un día el Sr. Burns hace una exhibición para construir una planta nuclear en Springfield y como parte del evento entrega sapos de peluche a los niños. Cuando Homer decide darle su peluche a Bongo, el Sr. Burns le reclama enojado y el perro al defender a Homer, muerde al Sr. Burns, después de este incidente Abraham Simpson le dice a Homer que se lleve a Bongo lejos para escapar del Sr. Burns, quien inmediatamente llama a la perrera municipal de Springfield para que atrapen a Bongo.
Antes de que la perrera los alcance el Abuelo lleva a Homer y a Bongo a la granja de la señora Viola para mantenerlo seguro, sin embargo eso significaba tener que despedirse de Bongo. Abraham le dice al pequeño Homer lo que debe de hacer y entonces su corazón se rompe cuando se da cuenta de que nunca volvería a verlo, antes de dejar a Bongo el abuelo le pide a Homer que le dé su sudadera para que su amigo nunca lo olvide. Cuando regresan a casa el Sr. Burns estaba buscando a Bongo para matarlo, Abraham al saber el peligro que corría Bongo se ofrece para cuidar a los perros del Sr. Burns, con la intención de que él olvide el incidente, él acepta y lo contrata. Homer nunca se enteró de esto y la relación padre/hijo empeoró y nunca se arregló.
Al terminar Abraham la historia, Homer decide contar su versión, en donde él explica que después de unos meses fue a la granja para traer de vuelta a Bongo, pero cuando llegó vio que jugaba con la Señora Viola, así que creyó que ella lo hacía más feliz que él, por lo que se decepcionó y regresó a casa, creyendo que los perros eran infieles y mal agradecidos, sin embargo el abuelo lo desmiente al darle una tarjeta de Navidad que la Señora Viola le mandó en esas épocas; en aquella postal aparecía Bongo durmiendo encima de su sudadera (la cual le regaló para que no lo olvidara), entonces Homer se da cuenta de que Bongo aún lo ama.